# Molophilus (Molophilus) auriculifer
Molophilus (Molophilus) auriculifer is een tweevleugelige uit de familie steltmuggen (Limoniidae). De soort komt voor in het Australaziatisch gebied.